# Florica Dumitrescu
Florica Dumitrescu (n. 29 martie 1950) este un fost deputat român în legislatura 1990-1992, ales în județul Brăila pe listele partidului FSN. Florica Dumitrescu a fost membru în grupurile parlamentare de prietenie cu Canada, Republica Portugheză și Republica Coreea. 